# Dectochilus marginata
Dectochilus marginata là một loài bướm đêm trong họ Geometridae.